# El Puerto de Liverpool
El Puerto de Liverpool S.A. de C.V. eller Liverpool er en mexicansk detailhandelsvirksomhed. De driver Liverpool stormagasinkæden med 136 butikker i Mexico, stormagasinkæden Suburbia med 131 butikker og 27 indkøbscentre (inklusive Perisur og Galerías Monterrey).